# Sphaeromatidea
Sphaeromatidea je podred isopoda rakova, koja sadrži sljedeće natporodice i porodice:
Archaeoniscidae Haack, 1918
- †Archaeoniscus Milne Edwards, 1843

Seroloidea Dana, 1852
- Basserolidae Brandt & Poore, 2003
- Bathynataliidae Kensley, 1978
- Plakarthriidae Hansen, 1905
- Serolidae Dana, 1852

Sphaeromatoidea Latreille, 1825
- Ancinidae Dana, 1852
- Sphaeromatidae Latreille, 1825
- Tecticipitidae Iverson, 1982